# Паоло Де Чельє
Паоло Де Чельє (італ. Paolo De Ceglie, нар. 17 вересня 1986, Аоста) — італійський футболіст, захисник клубу «Ювентус».
Насамперед відомий виступами за клуби «Ювентус» та «Сієна», а також олімпійську збірну Італії.
Чемпіон Італії. Володар Суперкубка Італії з футболу.

## Клубна кар'єра
Народився 17 вересня 1986 року в місті Аоста. Вихованець футбольної школи клубу «Ювентус». Дорослу футбольну кар'єру розпочав 2006 року в основній команді того ж клубу, в якій провів один сезон, взявши участь лише у 8 матчах чемпіонату.
Своєю грою за цю команду привернув увагу представників тренерського штабу клубу «Сієна», до складу якого приєднався 2007 року. Відіграв за клуб зі Сьєни наступний сезон своєї ігрової кар'єри. Більшість часу, проведеного у складі «Сієни», був основним гравцем захисту команди.
До складу клубу «Ювентус» повернувся 2008 року. Наразі встиг відіграти за «стару сеньйору» 90 матчів в національному чемпіонаті.
2014 року був відданий в оренду в «Дженоа» до кінця сезону. В кінці сезону після 12 виступів і 1 гол, повернувся до «Ювентуса». 1 вересня 2014 він був відданий в оренду в «Парму». В 11 виступах за пармезанців забиває три м'ячі. 30 січня 2015 року достроково повертається в «Ювентус».

## Виступи за збірні
У 2004 році дебютував у складі юнацької збірної Італії, взяв участь у 2 іграх на юнацькому рівні.
Протягом 2005–2009 років залучався до складу молодіжної збірної Італії. На молодіжному рівні зіграв у 19 офіційних матчах, забив 2 голи.
У 2008 році захищав кольори олімпійської збірної Італії. У складі цієї команди провів 3 матчі. У складі збірної — учасник футбольного турніру на Олімпійських іграх 2008 року у Пекіні.

## Статистика виступів

### Статистика клубних виступів
| Сезон            | Команда          | Чемпіонат        | Чемпіонат | Чемпіонат | Національний кубок | Національний кубок | Національний кубок | Континентальні кубки | Континентальні кубки | Континентальні кубки | Інші змагання | Інші змагання | Інші змагання | Усього | Усього |
| Сезон            | Команда          | Ліга             | Ігор      | Голів     | Ліга               | Ігор               | Голів              | Ліга                 | Ігор                 | Голів                | Ліга          | Ігор          | Голів         | Ігор   | Голів  |
| ---------------- | ---------------- | ---------------- | --------- | --------- | ------------------ | ------------------ | ------------------ | -------------------- | -------------------- | -------------------- | ------------- | ------------- | ------------- | ------ | ------ |
| 2006–07          | «Ювентус»        | B                | 8         | 1         | КІ                 | 0                  | 0                  | -                    | -                    | -                    | -             | -             | -             | 8      | 1      |
| 2007–08          | «Сієна»          | A                | 29        | 2         | КІ                 | 0                  | 0                  | -                    | -                    | -                    | -             | -             | -             | 29     | 2      |
| 2008–09          | «Ювентус»        | A                | 19        | 0         | КІ                 | 3                  | 0                  | ЛЧ                   | 4                    | 0                    | -             | -             | -             | 26     | 0      |
| 2009–10          | «Ювентус»        | A                | 25        | 0         | КІ                 | 2                  | 0                  | ЛЧ+ЛЄ                | 1+3                  | 0+0                  | -             | -             | -             | 31     | 0      |
| 2010–11          | «Ювентус»        | A                | 7         | 0         | КІ                 | 0                  | 0                  | ЛЄ                   | 7                    | 0                    | -             | -             | -             | 14     | 0      |
| 2011–12          | «Ювентус»        | A                | 21        | 1         | КІ                 | 2                  | 0                  | -                    | -                    | -                    | -             | -             | -             | 23     | 1      |
| 2012–13          | «Ювентус»        | A                | 3         | 0         | КІ                 | -                  | -                  | ЛЧ                   | 0                    | 0                    | СІ            | 0             | 0             | 3      | 0      |
| Усього «Ювентус» | Усього «Ювентус» | Усього «Ювентус» | 83        | 2         |                    | 7                  | 0                  |                      | 15                   | 0                    |               | 0             | 0             | 105    | 2      |
| Усього           | Усього           | Усього           | 112       | 4         |                    | 7                  | 0                  |                      | 15                   | 0                    |               | 0             | 0             | 134    | 4      |

## Титули і досягнення
- Чемпіон Італії (3):

«Ювентус»: 2011–12, 2012–13, 2014–15
- Володар Кубка Італії (1):

«Ювентус»: 2014-15
- Володар Суперкубка Італії (2):

«Ювентус»: 2012, 2013
- Фіналіст Ліги чемпіонів (1):

«Ювентус»: 2014-15
- Переможець Серії B (1):

«Ювентус»: 2006–07